# Plaine côtière atlantique
La plaine côtière atlantique (en anglais : Atlantic coastal plain) est l'une des huit divisions physiographiques distinctes des États-Unis contigus. Selon le système de classification physiographique de l'Institut d'études géologiques des États-Unis (USGS), la division de la plaine côtière atlantique comprend deux provinces et six sections. Elle se distingue de la province du plateau continental suivant la portion de la masse terrestre au-dessus et au-dessous du niveau de la mer.
Les terres adjacentes à la côte atlantique sont composées de plages de sable fin, de marais, de baies et d'îles-barrières. Elle est la plus plate des divisions physiographiques des États-Unis et s'étend sur plus de 3 500 km, de Cape Cod à la frontière mexicaine et sur 1 600 km au sud jusqu'à la péninsule du Yucatán. Le centre et le sud de la côte atlantique sont caractérisés par des barrières et des côtes de vallées noyées. La plaine côtière de l'Atlantique comporte des barrières presque continues interrompues par des criques, de grandes embouchures avec des vallées fluviales noyées et de vastes milieux humides et marais. La plaine atlantique descend vers la mer depuis les hautes terres intérieures en une série de terrasses. Cette pente se poursuit loin dans l'Atlantique et le golfe du Mexique, formant le plateau continental. Le relief à l'interface terre-mer est si faible que la frontière entre-eux est souvent floue et indistincte, en particulier le long de tronçons des bayous de Louisiane et des Everglades de Floride.

## Plateau continental
L'océan Atlantique a un large plateau continental plat qui atteint une profondeur de 100 mètres. La largeur du plateau continental au large de l'océan Atlantique s'étend de moins de 1 km au large de la Floride, à plus de 420 km au large du Maine. La largeur moyenne est d'environ 135 km.

## Plaine côtière
La plaine côtière des États-Unis comprend des parties des États suivants : Alabama, Arkansas, Delaware, Floride, Géorgie, Kentucky, Maryland, Massachusetts, Mississippi, New Jersey, New York, Caroline du Nord, Oklahoma, Caroline du Sud, Rhode Island, Tennessee, Texas et Virginie. Du nord-est, il commence à Cape Cod, dans le Massachusetts, et s'étend au sud-ouest jusqu'à l'île South Padre, au Texas. Elle couvre une distance de 3 100 km.
Cette province comprend les sections physiographiques suivantes : Embayed, Sea Island, Floridian, East Gulf Coastal Plain, Mississippi Alluvial Plain et West Gulf Coastal Plain.
Les roches de la province sont constituées, pour la plupart, de couches de sable et d'argile qui ne sont pas encore durcies en grès et en schiste. La plaine côtière comporte des îles-barrières presque continues interrompues par des criques, de grandes embouchures avec des vallées fluviales noyées et de vastes terres humides et marais. La plaine côtière descend vers la mer depuis les hautes terres intérieures en une série de terrasses. Ce sont principalement des roches sédimentaires et des sédiments non lithifiés, qui sont principalement utilisés pour l'agriculture. La plaine côtière de l'Atlantique comprend la région des Sandhills de la Caroline ainsi que les provinces physiographiques d'Embayed et de Sea Island. La plaine côtière de l'Atlantique est parfois subdivisée en régions du nord et du sud, plus précisément les plaines côtières du centre et du sud de l'Atlantique.

## Géologie
En général, la plaine atlantique submerge les sédiments non déformés du Mésozoïque et du Cénozoïque, le coin sédimentaire s'épaississant vers la mer, atteignant une épaisseur maximale d'environ 3 kilomètres (10 000 pi) aux environs du cap Hatteras, en Caroline du Nord.

## Écologie

### Flore
Bien qu'elle ait été négligée dans la recherche, la plaine côtière de l'Atlantique est maintenant reconnue comme un point névralgique de la biodiversité mondiale, avec plus de 1 500 espèces végétales endémiques et une perte d'habitat d'environ 70 %. Cet endémisme est particulièrement élevé dans les savanes et les forêts de pin à feuilles longues, ainsi que dans les autres écosystèmes herbacés et dépendants du feu de l'écorégion. Malgré des inondations intermittentes, certains refuges sont demeurés continuellement terrestres depuis au moins le Crétacé tardif (85-80 ma), contribuant ainsi à l'endémisme. En général, malgré leur grande diversité, les sols sont pauvres en éléments nutritifs. Cela est principalement attribuable à l'abondance de sols bien drainés, ce qui donne un caractère essentiellement xérique à la composition florale de la plaine atlantique,. Toutefois, les sols saturés d'eau sont également remarquables, les milieux humides et les hamacs étant des caractéristiques écologiques importantes.
Les forêts de l'Est constituent l'écosystème original prédominant de la plaine côtière de l'Atlantique. La forêt de pin à longues feuilles de la plaine côtière de l'Atlantique est une communauté végétale endémique que l'on trouve dans la majeure partie de la plaine côtière de l'Atlantique, allant de la Virginie au nord de la Floride. Ces savanes boisées dépendent des sols sablonneux et dépendent du feu, de peur que les feuillus ne commencent à dominer. En plus du pin à feuilles longues, la flore généralement associée comprend le chêne de dindon et le graminé. Le pin des marais de Floride étend les forêts de pins dans le centre de la Floride, avec l'écosystème pinifère du sud de la Floride, la broussaille de Floride et la prairie sèche s'étendant dans le sud de la Floride,,,,. Les forêts de pin à longues feuilles s'étendent aussi plus à l'ouest, jusqu'à l'est du Texas. Il s'agit de forêts plates de pin à longues feuilles du golfe Est et du golfe Ouest, coupées en deux par la plaine alluviale du Mississippi,,.

## Sources et références
- (en) Cet article est partiellement ou en totalité issu de l’article de Wikipédia en anglais intitulé « Atlantic Plain » (voir la liste des auteurs).

1. ↑  (en) « Physiographic divisions of the conterminous U. S. » , sur sciencebase.gov (consulté le 8 novembre 2023).
2. ↑  (en) « United States Department of Agriculture - Farm Service Agency »  [PDF], sur fsa.usda.gov (consulté le 8 novembre 2023).
3. ↑  (en) Leslie R. Sautter, « A Profile of the Southeast U.S. Continental Margin » , sur oceanexplorer.noaa.gov (consulté le 8 novembre 2023).
4. ↑  (en) K. O. Emery, « Atlantic Continental Shelf and Slope of the United States: Geologic Background »  [PDF], sur pubs.usgs.gov, 1966 (consulté le 8 novembre 2023).
5. ↑  (en) K. C. Stone, R. C. Sommers, G. H. Williams et D. E. Hawkins, « Water table management in the Eastern Coastal Plain »  [PDF], sur web.archive.org, 1992 (consulté le 8 novembre 2023).
6. ↑  (en) Christopher S. Swezey, Bradley A. Fitzwater, G. Richard Whittecar, Shannon A. Mahan, Christopher P. Garrity, Wilma B. Alemán González et Kerby M. Dobbs, « The Carolina Sandhills: Quaternary eolian sand sheets and dunes along the updip margin of the Atlantic Coastal Plain province, southeastern United States » , sur sciencedirect.com (consulté le 8 novembre 2023).
7. ↑  (en) Renner, J L et Vaught, T L, « Geothermal resources of the eastern United States » , sur osti.gov, 1er décembre 1979 (consulté le 8 novembre 2023).
8. ↑  (en) R. Noss, W. Platt, B. Sorrie, A. Weakley, D. B. Means, J. Costanza et R. Peet, How global biodiversity hotspots may go unrecognized: lessons from the North American Coastal Plain, 2015 (lire en ligne)
9. ↑  (en) Kier Klepzig, Richard Shelfer et Zanethia Choice, Outlook for coastal plain forests: a subregional report from the Southern Forest Futures Project, 2014 (lire en ligne)
10. ↑  (en) « Mid-Atlantic Coastal Forests Eco-Region: Endangered Forests and Special Areas »  [PDF], sur nrdc.org (consulté le 8 novembre 2023).
11. ↑  (en) J. Larry Landers et William D. Boyer, An old-growth definition for upland longleaf and south Florida slash pine forests, woodlands, and savannas, 1999 (lire en ligne)
12. 1 2  (en) Kyle A. Palmquist, Robert K. Peet et Susan C. Carr, « Xeric Longleaf Pine Vegetation of the Atlantic and East Gulf Coast Coastal Plain: an Evaluation and Revision of Associations within the U.S. National Vegetation Classification »  [PDF], sur proceedings.usnvc.org, 22 août 2013 (consulté le 8 novembre 2023).
13. 1 2  (en) Robert K. Peet et Dorothy J. Allard, « Longleaf Pine Vegetation of the Southern Atlantic and Eastern Gulf Coast Regions: A Preliminary Classification »  [PDF], sur talltimbers.org (consulté le 8 novembre 2023).
14. ↑  (en) Susan C. Carr, Kevin M. Robertson et Robert K. Peet, A Vegetation Classification of Fire-Dependent Pinelands of Florida, Castanea, 2010 (lire en ligne)
15. ↑  (en) « Sandhill » , sur fnai.org, 2010 (consulté le 8 novembre 2023).
16. ↑  (en) « East and West Gulf Coastal Plain: Open Pine/Savanna »  [PDF], sur lccnetwork.org (consulté le 8 novembre 2023).